# Joseph Sissens
Joseph Jacob Sissens, detto Joe (Cambridge, 1998), è un danzatore britannico, primo ballerino del Royal Ballet dal 2024.

## Biografia
Joseph Sissens è nato a Cambridge in una famiglia anglo-caraibica. Ha iniziato a studiare danza durante l'infanzia e ha esordito sulle scene da bambino nell'ensemble di Oliver! al Theatre Royal Drury Lane e danzando nel ruolo di Fritz ne Lo schiaccianoci (Eagling) con l'English National Ballet. All'età di tredici anni è stato ammesso alla Royal Ballet School e nel 2016, dopo aver conseguito il diploma, è stato scritturato dal Royal Ballet, di cui ha scalato rapidamente i ranghi: nel 2018 è stato promosso al rango di "primo artista", nel 2021 a quello di solista, nel 2022 a quello di primo solista e, infine, nel 2024 è stato proclamato primo ballerino della compagnia.
Al Covent Garden ha danzato in ruoli di rilievo quali Siegfried ne Il lago dei cigni (Scarlett), l'eponimo protagonista e il Principe ne Lo schiaccianoci (Wright), Romeo e Mercuzio in Romeo e Giulietta (MacMillan), Lescaut in Manon (MacMillan), Lensky in Onegin (Cranko), Espada in Don Chisciotte (Acosta), Evans in Woolf Works (McGregor), Florizel in The Winter's Tale (Wheeldon) e l'Uccello azzurro ne La bella addormentata (Petipa).